# Túpolev ANT-1
El Túpolev ANT-1 fue el primer avión de la Tupolev OKB, diseñado por Andrei Túpolev, basado en sus trabajos con aerotrineos y botes. Avión experimental, se esperaba que fuera usado para examinar las ideas de Túpolev y para ayudar a los soviéticos a entender el uso del metal en la construcción de aviones.

## Diseño y desarrollo
El ANT-1 fue el primer avión de Túpolev y estaba construido de metal, madera y aluminio. El aluminio fue usado en las particiones y costillas de las alas, los planos de cola vertical y horizontal, y en otras áreas pequeñas. Los otros elementos portantes eran de madera, con recubrimiento de tela de lino en el fuselaje y las alas.

## Historia operacional
El ANT-1 voló por primera vez desde la Plaza Ekaterininskaya, actualmente Calle Krasnokazarmenaya. Fue volado frecuentemente en los siguientes dos años en la realización de pruebas. Luego fue almacenado en el taller de ensamblaje a finales de los años 30 y principios de los 40, colgado del techo. Sin embargo, con las interrupciones en la oficina causadas por la Segunda Guerra Mundial, había desaparecido por la época del fin de la guerra. Se desconoce el destino final del prototipo, aunque probablemente fuera destruido por los alemanes en su avance hacia Moscú en el verano de 1941, junto con otros aviones de Túpolev. Como solo se construyó un ejemplar, actualmente no perdura ningún ANT-1.

## Operadores
Unión Soviética
- Fábrica Túpolev

## Especificaciones
Referencia datos: Tupolev: The Man and His Aircraft

### Características generales
- Tripulación: Uno (piloto)
- Longitud: 5,4 m (17,7 ft)
- Envergadura: 7,2 m (23,6 ft)
- Altura: 1,7 m (5,6 ft)
- Superficie alar: 10 m² (107,6 ft²)
- Peso vacío: 229 kg (504,7 lb)
- Peso cargado: 360 kg (793,4 lb)
- Planta motriz: 1× motor radial de seis cilindros refrigerado por aire Anzani.
  - Potencia: 26 kW (36 HP; 35 CV)

### Rendimiento
- Velocidad máxima operativa (Vno): 135 km/h (84 MPH; 73 kt)
- Alcance: 540 km (292 nmi; 336 mi)
- Techo de vuelo: 400 m (1312 ft)
- Carga alar: 36 kg/m² (7,4 lb/ft²)

## Aeronaves relacionadas

### Secuencias de designación
- Secuencia ANT-_ (interna de Túpolev): ANT-1 - ANT-2 - ANT-3 - ANT-4 →